# Кай (союз)
Кай (греч. και, новогреческий: [ke], древнегреческий: [kai], копт. ⲕⲁⲓ, эсп. kaj [kai̯], рус. и) — союз в греческом, коптском и эсперанто.
Кай — самое частоупотребляемое слово в любом греческом тексте.

## Лигатура
Из-за частого использования кай иногда пишут в виде лигатуры (как латинский &) — ϗ (заглавная версия Ϗ; коптская версия ⳤ), сформированной из буквы каппа (κ) с дополнительным штрихом снизу. Также может писаться с варией: ϗ̀.

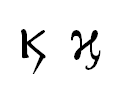
Два возможных варианта начертания сокращения кай
Форма кай в средневековой минускульной рукописи
Форма кай в средневековой минускульной рукописи

## Авторство древних текстов
Количество распространённых слов, которые выражают основную связь («и», «в», «но», «я», «быть») носит случайный характер. Напротив, употребление определённого артикля «he» не может быть смоделировано с помощью простых вероятностных законов, поскольку число имён существительных с определённым артиклем зависит от автора.
В таблице содержатся данные о Посланиях Павла. Сокращения: Rom — к Римлянам, Co1 — первое к Коринфянам, Co2 — второе к Коринфянам, Gal — к Галатам, Phi — к Филиппийцам, Col — к Колоссянам, Th1 — первое к Фессалоникийцам, Ti1 — первое к Тимофею, Ti2 — второе к Тимофею, Heb — к Евреям). Второе к Фессалоникийцам, к Титу и к Филимону исключены из-за их краткости. Из анализа этих и других данных первые 4 послания (к Римлянам, первое к Коринфянам, второе к Коринфянам и к Галатам) образуют одну группу, а все остальные послания имеют более 2 среднеквадратических отклонений от среднего значения этой группы (используя распределение {\displaystyle \chi ^{2}}).
|           | Rom | Co1 | Co2 | Gal | Phi | Col | Th1 | Ti1 | Ti2 | Heb |
| --------- | --- | --- | --- | --- | --- | --- | --- | --- | --- | --- |
| 0         | 386 | 424 | 192 | 128 | 42  | 23  | 34  | 49  | 45  | 155 |
| 1         | 141 | 152 | 86  | 48  | 29  | 32  | 23  | 38  | 28  | 94  |
| 2         | 34  | 35  | 28  | 5   | 19  | 17  | 8   | 9   | 11  | 37  |
| 3 и более | 17  | 16  | 13  | 6   | 12  | 9   | 16  | 10  | 4   | 24  |